# Pfalz A-Typen
Die Pfalz A.I und A.II waren deutsche Aufklärungsflugzeuge im Ersten Weltkrieg.

## Entwicklung und Einsatz
Bei der Pfalz A.I handelte es sich um eine von den Pfalz-Flugzeugwerken in Speyer in Lizenz gefertigte französischen Morane-Saulnier L, einen zweisitzigen Schirmeindecker („Parasol“) mit 80-PS-Oberursel-Umlaufmotor. Die Maschinen kamen vor allem in den bayerischen Feldfliegerabteilungen zum Einsatz und waren dort sehr beliebt.
Ein Erfahrungsbericht der Feldfliegerabteilung 4b vom 26. Oktober 1914 betont gegenüber anderen Flugzeugtypen zahlreiche Vorteile, so die leichte und schnelle Montage, der geringe Platzbedarf im Flugzeugzelt mit reichlich Platz für Ersatzteile und Werkzeug, die hohe Steig- und Fluggeschwindigkeit, Stabilität und Wendigkeit sowie die gute Verständigungsmöglichkeit zwischen Pilot und Beobachter. Allerdings wurde der zu enge Platz für den Beobachter und das „Spucken“ des Motors beanstandet.
Einige der insgesamt 60 gelieferten Maschinen wurden 1915 mit MG zum Jagdeinsitzer umgerüstet.
Eine verstärkte Version Pfalz A II erhielt den stärkeren Oberursel U.I mit 100 PS. Auch die türkische Fliegertruppe erhielt 10 Parasols, vier flogen unter dem Kommando von Hauptmann von Auleck von Bagdad aus gegen das alliierte Expeditionskorps in Mesopotamien.
Am 31. Juli 1915 bombardierte ein Pfalz-Parasol der Fliegerabteilung 9b italienische Stellungen in den Alpen, obwohl zwischen Italien und Deutschland offiziell noch kein Kriegszustand herrschte.
Ab 1915 wurde der Großteil der Maschinen aus der Front zurückgezogen und in Flugschulen eingesetzt.

## Technische Daten Pfalz A.I und A.II
| Kenngröße                 | Pfalz A.I                        | Pfalz A.II                        |
| ------------------------- | -------------------------------- | --------------------------------- |
| Baujahr                   | 1914                             | 1914                              |
| Einsatzzweck              | Aufklärer                        | Aufklärer                         |
| Besatzung                 | 2                                | 2                                 |
| Länge                     | 6,90 m                           | 6,85 m                            |
| Spannweite                | 11,20 m                          | 11,20 m                           |
| Höhe                      | 3,40 m                           | 3,40 m                            |
| Flügelfläche              | 18,00 m²                         | 18,00 m²                          |
| Leermasse                 | 385 kg                           | 445 kg                            |
| Startmasse                | 615 kg                           | 965 kg                            |
| luftgekühlter Umlaufmotor | Oberursel U.0, 80 PS (ca. 60 kW) | Oberursel U.I, 100 PS (ca. 70 kW) |
| Höchstgeschwindigkeit     | 135 km/h in NN                   | 145 km/h in NN                    |
| Steigzeit auf 1000 m      |                                  | 3 min                             |
| Steigzeit auf 2000 m      | 25 min                           |                                   |
| Bewaffnung                |                                  | 1 MG                              |